# 福島県立好間高等学校
福島県立好間高等学校（ふくしまけんりつ よしまこうとうがっこう）は、福島県いわき市にあった県立高等学校。略称は「好高 (よしこう)」。

## 設置学科
- 全日制課程　
  - 普通科

## 沿革
- 1948年 - 福島県立内郷高等学校好間分校設立。
- 1954年 - 福島県立内郷高等学校好間第二部に改称。
- 1963年 - 福島県立内郷高等学校好間第二部から福島県立好間高等学校として分離創立。
- 2025年3月 - 福島県立いわき総合高等学校と統合し廃校。校舎はいわき総合高校好間校舎となる。[1]

## 部活動
- 柔道部
- 音楽部
- 家庭クラブ
- 総合運動部
- 総合文化部

## 交通
- JR常磐線・磐越東線いわき駅より新常磐交通バス「好間高校」バス停下車

## 著名な出身者
- あかつ - お笑い芸人
- 磐城利樹 - プロレスラー